# Greenways Krakau-Moravië-Wenen

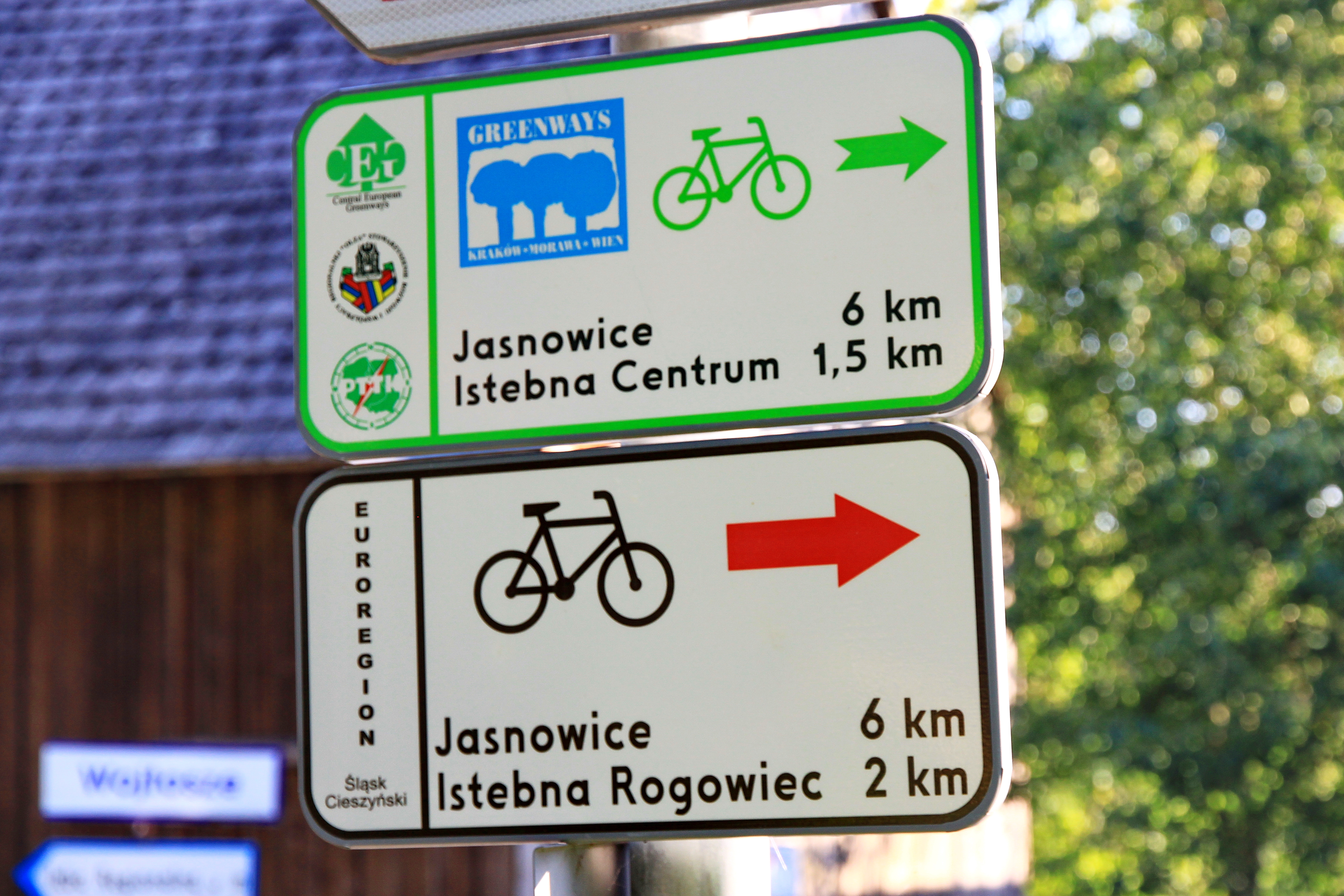
Bewegwijzering in Polen

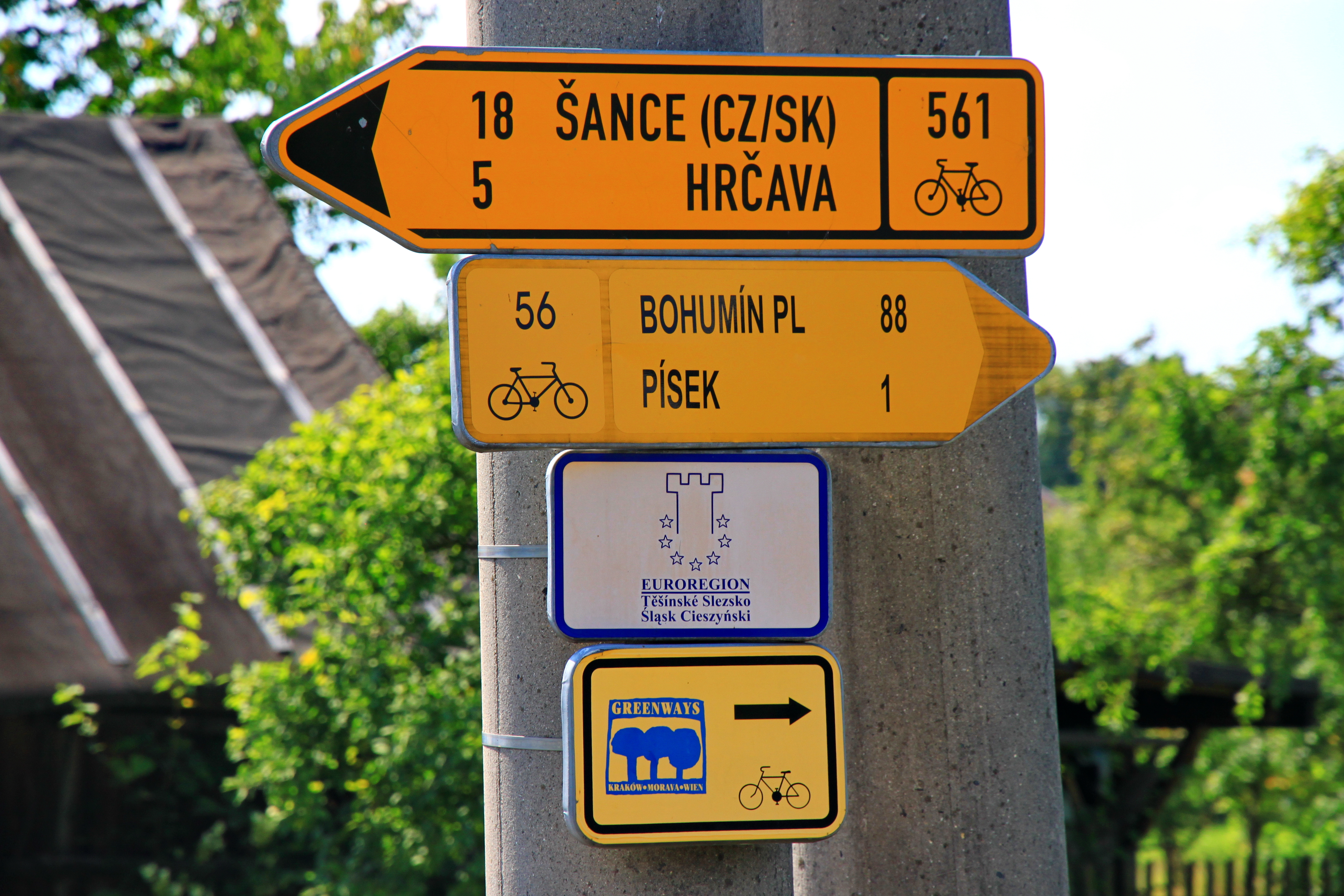
Bewegwijzering in Tsjechië

Greenways Krakau-Moravië-Wenen (Pools: Szlak rowerowy Greenways Kraków – Morawy – Wiedeń) is een langeafstandsfietsroute in Polen, Tsjechië en Oostenrijk. De bewegwijzerde fietsroute is 780 kilometer lang en loopt van Krakau tot Wenen. De route loopt in Polen van Krakau tot Cieszyn, in Tsjechië van Český Těšín tot Hevlín en in Oostenrijk van Laa an der Thaya tot Wenen.